# Velika Sestrica
Velika Sestrica är en ö i Kroatien.   Den ligger i länet Zadars län, i den södra delen av landet, 200 km söder om huvudstaden Zagreb.